# Medusa (Marvel Comics)
Medusalith Amaquelin-Boltagon mais conhecida como Medusa é uma personagem fictícia das histórias em quadrinhos publicadas pela Marvel Comics. Sua primeira aventura foi em Fantastic Four vol. 1 #36, criada por Stan Lee e Jack Kirby. É conhecida por ser a rainha dos Inumanos e também, por ser a Inumana mais famosa ao lado de seu marido Raio Negro. É constantemente vista como a verdadeira soberana dos Inumanos.

## Biografia ficcional da personagem
Medusa faz parte da raça dos Inumanos, que seriam humanos há muito tempo geneticamente modificados pelos alienígenas conhecidos como Krees. Medusa nasceu na ilha de Attilan, tendo como pais Quelin e Ambur, ambos inumanos. Quelin era irmão de Rynda, esposa do rei Agon. Devido a essa ligação familiar, Medusa foi considerada como membro da família real de Attilan.
Medusa apareceu pela primeira vez na edição americana de número 36 da revista Fantastic Four como Madame Medusa. Naquela ocasião ela estava acometida de amnésia, como resultado de um acidente de avião. Aproveitando-se disso, o Mago, membro do Quarteto Terrível conseguiu fazer com que ela se juntasse ao seu grupo para enfrentar o Quarteto Fantástico. Depois de algumas batalhas, Medusa finalmente recuperou suas memórias, reencontrou-se com seu marido Raio Negro, que estava à sua procura e retornou para Attilan.
Ela voltaria a aparecer nas histórias do Quarteto Fantástico e até mesmo a se tornar um de seus membros, como substituta temporária de Susan Richards, a Mulher Invisível. Inclusive, atráves de suas relações com o Quarteto Fantástico, Medusa e Raio Negro puderam alcançar um certo entendimento entre as raças humana e inumana. Contudo, não o suficiente para evitar que alguns conflitos viessem a ocorrer.
Após a morte de seus pais Raio Negro se tornou o rei dos Inumanos e a cidade de Attilan foi movida para a Área Azul da Lua. Raio Negro então se casou com Medusa e quando esta ficou grávida o Conselho Genético de Attilan recomendou que a gravidez deveria ser interrompida devido à possibilidade de a criança sofrer do mesmo tipo de insanidade de Maximus, irmão de Raio Negro. Medusa então desafiou o Conselho e fugiu para a Terra a fim de evitar um aborto forçado, vivendo no anonimato até que a criança nascesse, chamando-o de Ahura.
Depois de um certo tempo, ela se tornou grande amiga da Mulher Invisível e foi chamada pelo marido da Mesma (Reed Richards) para integrar na Fundação Futuro, junto de Miss Coisa, She Hulk e Homem Formiga. Enquanto seu marido estava junto dos Illuminatis, ela tanto partia em missões com a Fundação como também reinava como rainha regente na cidade dos Inumanos. Mais tarde, durante a saga Infinito, onde Thanos invadiu a terra e matou milhares de Inumanos para que seu filho Thane (que também é um Inumano) morresse e não tomasse seu trono, Medusa viu um novo dilema em sua vida: Se tornar a verdadeira rainha de Attilan, uma vez que seu marido desapareceu junto de seu filho e a raça estava agora ameaçada e sem um líder. Como membro da família real, ela tomou posse do poder e recriou a base no Rio Hudson, intitulada como Nova Attilan, onde reina como rainha suprema dos Inumanos. Capitão América e Thor apoiaram sua coroação e lhe ofereceu ajuda para seu reinado, mas então a saga EIXO aconteceu e Medusa foi invertida por um feitiço de Wanda Maximoff (Feiticeira Escarlate) se tornando uma tirana arrogante e maléfica que queria transformar o império Inumano no maior do planeta, porém graças a Dr. Voodoo, e Dr. Doom, Medusa voltou ao normal e continuou regendo o trono, só que desta vez, seu marido Raio Negro tinha voltado do seu repentino sumiço, querendo o trono de volta, mas Medusa não iria ceder a coroa para um Rei que abandonasse seu povo no momento mais crítico, fazendo que o casal então, entrasse numa guerra interna.
Medusa participa da "Guerra Civil II", que ainda está sendo lançada, com um papel importante sendo ainda a rainha dos inumanos junto ao seu marido, Raio Negro, e a favor de usar o inumano Ulysses, que prevê o futuro, para impedir que tragédias aconteçam.

## Poderes e habilidades
Graças a sua fisiologia e ao DNA inumano em seu sangue, Medusa possui atributos físicos acima dos atributos de um ser humano comum, tais como, força, resistência, agilidade, velocidade e durabilidade sobre-humanas. Além de ser uma grande estrategista e ter um intelecto genial, o que a faz ser considerada a verdadeira soberana dos Inumanos.
- Tricocinese: Medusa pode controlar individualmente todo o seu cabelo, podendo esticá-lo para tamanhos surreais, além de ser maleável, dando ao mesmo várias formas que desejar. O seu cabelo é mais duro que metal, mais pesado que titânio e mais resistente que aço, servindo tanto para ataque quanto defesa. Seu cabelo também pode queimar a pessoa com queimaduras de terceiro grau, gerando calor capilar através de um amontoado em volta do inimigo. Ela consegue controlar o movimento de seus cabelos como se fossem inúmeros apêndices finos crescendo de sua cabeça. Um campo psiônico permeia suas células de cabelo mutagenicamente alteradas, causando uma mútua atração através das lacunas entre os fios. Essas forças relativamente pequenas operam em conjunto para desenvolver forças maiores. Ela pode agarrar o comprimento dele através do ar como um chicote (uma ponta que se move mais rápido do que a velocidade do som), ou girá-lo em como um ventilador. Ela pode prender pessoas ou objetos com seu cabelo usando-os como corda ou levantar objetos que pesam mais do que ela poderia levantar usando apenas seus braços. Seu crânio, o couro cabeludo e pescoço não suportam o peso de um objeto que ela levanta, o que realmente suporta tal peso é a força psiônica percorrendo o cabelo. Medusa também pode realizar manipulações delicadas com seus cabelos e tais atos complexos de coordenação como digitar ou baralhar um baralho de cartas. Embora seus cabelos não tenham terminações nervosas, ela pode "sentir" todas as partes de seu cabelo através de uma forma de feedback mental feito pelo seu campo psiônico

- Resistência Capilar: Medusa possui uma cabeça longa e grossa de cabelo, cada fio de cabelo tem maior resistência à tração, módulos de elasticidade e resistência a cisalhamentos do que um fio de aço da mesma espessura (diâmetro médio do cabelo: 0,045 polegadas), bem como a habilidade psicocinética de animar seus cabelos para uma série de proezas. Seu cabelo, tem aproximadamente 6 pés de comprimento, enquanto relaxado, pode alongar a quase o dobro do seu comprimento normal com apenas cerca de 25% de perda de resistência à tração total. Uma mecha de cabelo, de 2 pés de comprimento, pode suportar 6,4 quilos, uma lista de tamanho de bloqueio de cabelo pode suportar cerca de 750 quilos e toda a sua cabeça de cabelo pode levantar cerca de 3.200 libras (1,6 toneladas). Uma porção de seu cabelo deve ser usado para ancorar o resto nesses pesos maiores, de modo que mais do que seu couro cabeludo / crânio é usado como uma cinta. Medusa ainda manifestou não seus poderes psicocinéticos.Se ela tem potencial para controlar outras substâncias fibrosas além de seu próprio cabelo.

## Outras versões

### 1602
Na serie 1602, Medusa aparece na historia do "Quarteto Fantástico", como membro do Quarteto Terrivel. Assim como sua versão das atuais historias da Marvel ela pode usar seus cabelos como armas, a diferença é que nesse mundo seu cabelo tem o formato de cobras. Outra peculiaridade desta versão da Medusa é que assim como a da mitologia grega, quando alguém fita seus olhos, esta pessoas se transformam em pedra, tanto que ela usa este artificio para derrotar um leviatã na série.  

### Ultimate
Já no Universo Ultimate ela é uma rainha Leal ao seu povo e acredita que Humanos e Inumanos nunca se darão bem (totalmente diferente do que pensa sua versão original) e procura sempre fazer o que seu marido lhe pede, mas, possui uma grande tristeza e arrependimento de ter se casado com um homem que não pode expressar seus sentimentos. 

### Dinastia M
Durante a Dinastia M, ela é uma rainha que não gosta de lutas, como também não liga para interesses políticos, pretendendo ficar longe dos conflitos entre Humanos e Mutantes. 

## Em outras mídias

### Animação
- Medusa aparece, assim como outros Inumanos na série animada de 1978 do Quarteto Fantástico.
- Medusa aparece na série animada Spider-Man and His Amazing Friends,  no episódio "Triumph the Green Goblin".
- Medusa aparece em quatro episódios da série animada de 1994, Fantastic Four, dublada por Iona Morris.
- Medusa aparece no episódio "Inhuman Nature" da série animada Hulk e os Agentes da S.M.A.S.H.  dublada por Mary Faber.
- Em Ultimate Spider-Man, Faber faz a voz da primeira aparição de Medusa, com Rose McGowan assumindo o papel depois.
- Medusa aparece em Guardiões da Galáxia, dublada por Catherine Taber.
- Taber reprisa seu papel em Avengers: Ultron Revolution, onde Medusa também foi dublada por Vanessa Marshall.

#### Universo Cinematográfico Marvel
- Serinda Swan interpretou Medusa na série live-action Inumanos,[2] lançada em setembro de 2017. série que apesar de ter um elenco relevante não alcançou sucesso da crítica. Sendo considerada o fracasso do UCM, porém apresentou os inumanos aos "fãns novatos da Marvel" que em parte, acharam interessante.

### Videogames
- Medusa aparece como uma personagem não-jogável em Marvel: Ultimate Alliance e  Marvel Ultimate Alliance 3: The Black Order.
- Medusa aparece com uma personagem desbloqueável em Marvel: Avengers Alliance, Marvel Future Fight, Marvel Puzzle Quest, Lego Marvel Super Heroes 2, e Marvel: Contest of Champions.